# 軍国機務処
軍国機務処（ぐんこくきむしょ）とは1894年7月27日に設置された朝鮮の官庁。甲午改革の中枢的役目を担い、同年12月17日に廃止されるまで政治・軍事に関する一切の事務を管掌していた。この機関により行われた一連の改革を第一次甲午改革という。

## 概要
軍国機務処は発足したとき総裁（摠裁）1名、副総裁1名、会議員17名、書記2名で構成されていた。
総裁は領議政の金弘集が兼任し、副総裁は内務督弁で会議員の朴定陽が兼任した。会議員には朴定陽のほか、閔泳達、金宗漢、金允植、趙羲淵、李允用、金嘉鎭、鄭敬源、兪吉濬、金夏英などが任命された。
行政・司法に関する全ての規則、教育・軍政・財政・殖産興業及び商業に至るまで全ての事務を審議し、全ての政務はその審議を通さなければならなかった。そのため国王や政府より大きな影響力を持っていた。
軍国機務処が審議、可決させた議案は国王の許可を経て施行された。

## 背景
当時朝鮮では東学農民運動が起こり、治安維持のため日本と清の軍隊が駐留していた。日本は内乱を防ぐために朝鮮の内政改革が必要であると主張。当時の朝鮮公使大鳥圭介は朝鮮政府に改革案を提出し、その実行を求めた。
それに対し当時の朝鮮王高宗は校正庁を設置することで改革を試み、朝鮮政府は日本軍に撤収するよう要求。日本は改革が実現するまで撤収しないとしており、清との宗属関係の解消や、内政改革の実施を求める最後通牒を行った。
数日後、日本軍は景福宮を占領、閔氏政権は崩壊した。代わりに大院君が執政を行うようになり、開化派を中心とした金弘集内閣が誕生。改革を行うために軍国機務処が設置された。

## 沿革
- 1894年07月03日 - 内政改革案を提出
- 1894年07月13日 - 校正庁の設置
- 1894年07月20日 - 内政改革の最後通牒
- 1894年07月23日 - 日本軍が景福宮を占領
- 1894年07月27日 - 軍国機務処の設置
- 1894年08月01日 - 日清戦争開戦
- 1894年08月15日 - 金弘集内閣が誕生
- 1894年12月17日 - 軍国機務処の廃止

## 改革
実際に活動していたのは7月28日から10月29日までの約3か月間だったが、その間に様々な議案が審議され208件が可決された。
まず中央政府の再組織。中央政府構造を大きく宮内府と議政府に分けた。議政府の下に内務・外務・度支・法務・学務・工務・軍務・農商の8衙門を設置、議政府には総理大臣を置いて行政の最高機関とした。宮内府と各衙門の長官は大臣、次官は協弁という名称にした。
清韓条約の一切を廃棄し、朝鮮を清から完全に独立させた。その際従来の中国紀年を開国紀年に変えた。また奴婢、白丁、両班など身分制度を廃止。科挙制度を廃止し新しい官吏任用法を採択した。また門閥、連坐制などの制度も廃止した。その他にも早婚の禁止なども行った。